# Чарльз Мюррей
Чарльз Мюррей (англ. Charles Murray; 22 червня 1872 — 29 липня 1941) — американський кіноактор епохи німого кіно. У період з 1912 по 1938 рік знявся у 283 фільмах, у тому числі у низці фільмів Чарлі Чапліна. Народився Лорел, штат Індіана, і помер Лос-Анджелесі, штат Каліфорнія, від пневмонії.

## Вибрана фільмографія
- 1913 — Сейф у в'язниці
- 1913 — Вексель Мерфі
- 1913 — / Red Hicks Defies the World
- 1913 — Материнське серце
- 1913 — Звільнення професора Біна
- 1913 — Бунт
- 1913 — Два старики / Two Old Tars
- 1914 — Її друг бандит / Her Friend the Bandit — Граф-де-Бінс
- 1914 — Сімейне життя Мейбл / Mabel's Married Life
- 1914 — Любов та кулі / Love and Bullets
- 1914 — Перерваний роман Тіллі — немає в титрах
- 1914 — Маскарадна маска
- 1914 — Його нова професія / His New Profession
- 1914 — Вбивство Горація
- 1914 — Знову Фетті
- 1915 — Ром та шпалери
- 1915 — / Hogan's Romance Upset
- 1915 — Їх соціальний сплеск
- 1915 — Фатті і Бродвейські зірки
- 1919 — Щеняча любов
- 1921 — / A Small Town Idol
- 1924 — Польові лілії
- 1924 — Шахта із залізними дверима
- 1924 — Дівчина в лімузині / The Girl in the Limousine
- 1924 — Шосе дурнів
- 1924 — / Sundown
- 1925 — Майк
- 1925 — Чарівник країни Оз / Wizard of Oz
- 1926 — Коени і Келлі
- 1926 — Сіські
- 1926 — / Mismates
- 1926 — Рай
- 1926 — Метро Седі
- 1927 — Жінка в масці / The Masked Woman
- 1927 — Горила
- 1927 — Життя Райлі
- 1928 — Виконуйте свій обов'язок
- 1930 — Кленсі на Уолл-стріт
- 1931 — Вкрадені коштовності — Келлі
- 1933 — Коен і Келлі в біді

1. ↑  MyMovies.it — 2000.